# Puharić
Puharić je hrvatsko prezime. Osobe koje nose prezime Puharić, u Hrvatskoj najviše žive u sljedećim mjestima: Makarska (87%), Rijeka (7%), Zagreb (6%). Najviše osoba koje nose prezime Puharić žive u Makarskoj (1. najčešće prezime u gradu).